# Sarah Waters
Sarah Waters (Neyland, 21 luglio 1966) è una scrittrice gallese nota per i suoi romanzi ambientati nell'epoca vittoriana con protagoniste lesbiche, come Ladra e Carezze di velluto. È stata considerata tra i finalisti del Booker Prize per tre volte.

## Romanzi
- Carezze di velluto (Tipping the Velvet), 1998, vincitore di un Betty Trask Award[1]
- Affinità (Affinity), 1999
- Ladra (Fingersmith), 2002, finalista al Booker Prize
- Turno di notte (The Night Watch), 2006, finalista al Booker Prize
- L'ospite (The Little Stranger), 2009, finalista al Booker Prize
- Gli ospiti paganti (The Paying Guests), 2014